# 42-я улица — Брайант-парк / Пятая авеню (Нью-Йоркское метро)
42-я улица — Брайант-парк / Пятая авеню (англ. 42nd Street / Fifth Avenue — Bryant Park) — один из многочисленных пересадочных узлов между станциями Нью-Йоркского метро.
В пересадочный узел входят станции следующих линий:
- линия Флашинг, Ай-ар-ти,
- линия Шестой авеню, Ай-эн-ди.

На станциях пересадочного узла останавливаются маршруты:
- 7, D, F (круглосуточно),
- <7>, <F> (в часы пик в пиковом направлении),
- B (в будни днём и вечером до 23:00),
- M (в будни днём и вечером).

Переход между станциями был построен в 1968 году. Правда, до его постройки была введена система билетов, которые пассажиры получали на своей станции и сдавали в вестибюле соседней. Решение о строительстве перехода было принято из-за возросшего пассажиропотока и многочисленных жалоб пассажиров. В 1998 году на обеих станциях пересадочного узла был проведён капитальный ремонт.
В сентябре 2021 года в процессе реконструкции челнока 42-й улицы был открыт переход отсюда на станцию челнока Таймс-сквер, входящую в большой пересадочный узел Таймс-сквер — 42-я улица. Два пересадочных узла оказались соединены между собой, но переход между ними открыт только в часы работы челнока.

## Платформа линии Флашинг, Ай-ар-ти
|   |   |   |   |
| · | · | · | · |

|   |   |   |   |
| · | · | · | · |

«Пятая авеню» (англ. Fifth Avenue) — станция Нью-Йоркского метрополитена, расположенная на линии Флашинг, Ай-ар-ти.  На станции останавливаются маршруты 7 (круглосуточно) и <7> (в часы пик в пиковом направлении). Станция представляет собой одну островную платформу, слегка изогнутой формы. Никаких особенных мозаик на стенах нет — обычная плитка (на некоторых написано «5» — 5 Avenue). Также названия станции (теперь уже полные) размещены на опорах платформы. Над платформой расположен мезонин, ведущий на соседнюю станцию, а также к Пятой и Шестой авеню. Открыта в составе первой очереди линии IRT Flushing Line в 1926 году.

## Платформы линии Шестой авеню, Ай-эн-ди
|     |   |   |     |     |   |   |     |
| · л | · | · | · э | · э | · | · | · л |

|     |   |   |     |     |   |   |     |
| · л | · | · | · э | · э | · | · | · л |

«42-я улица — Брайант-парк» (англ. 42nd Street–Bryant Park) — станция Нью-Йоркского метрополитена, расположенная на линии Шестой авеню, Ай-эн-ди.  На станции останавливаются маршруты: B (в будни днём и вечером до 23:00), D (круглосуточно), F (круглосуточно), <F> (в часы пик в пиковом направлении) и M (в будни днём и вечером). Экспресс-пути используются маршрутами B (в будни днём и вечером до 23:00) и D (круглосуточно). Локальные пути используются маршрутами: F (круглосуточно), <F> (в часы пик в пиковом направлении) и M (в будни днём и вечером).
Станция открыта в 1940 году и не имела перехода на соседнюю станцию до 1968 года. Представлена двумя островными платформами, обслуживающими 4 пути (по 2 — каждая). Внутренние пути предназначены для поездов-экспрессов, внешние — для локальных поездов. Участок между станциями 42nd Street — Bryant Park и 34th Street — Herald Square обладает мезонином — тоннелем для пешеходов, расположенным непосредственно над путями метро. Этот тоннель имеет промежуточный выход на 38-й улице и использовался по назначению. Проход был длинным (7 кварталов) и плохо освещённым. В середине 1980-х годов мезонин был закрыт из-за произошедшего там убийства. Сейчас используется как склад. Южнее станции есть многочисленные съезды, использующиеся для смены режима работы поездов (местные могут стать экспрессами и наоборот) в обоих направлениях.

## Соседние станции
| Условные обозначения |
| для дней и часов работы маршрутов (более точно указано во всплывающих подсказках при этих обозначениях): |
| --- |
| круглосуточно круглосуточно, кроме ночи круглосуточно, кроме будней днём (либо часов пик) в пиковом направлении в будни днём (и, возможно, вечером) в будни круглосуточно в часы пик в будни днём (либо в часы пик) в пиковом направлении в будни днём (либо в часы пик) в направлении, обратном пиковому в выходные ночью ночью и в выходные (и, возможно, вечером) нет движения поездов |

| Предыдущая станция                                  | ЛинияНазвание станции                                  | Следующая станция                          |
| --------------------------------------------------- | ------------------------------------------------------ | ------------------------------------------ |
| Центральный вокзал · (7 <7>)                        | линия Флашинг, Ай-ар-ти Пятая авеню                    | Таймс-сквер · (7 <7>)                      |
| 47-я — 50-я улицы — Рокфеллер-центр · (B D F <F> M) | линия Шестой авеню, Ай-эн-ди 42-я улица — Брайант-парк | 34-я улица — Геральд-сквер · (B D F <F> M) |